# Cumulonimbus
Cumulonimbus (Cb, Charlie bravo), chmura kłębiasta deszczowa – gęsta chmura rozbudowana pionowo na wysokość kilku lub kilkunastu kilometrów, niekiedy w kształcie wieży, o górnej powierzchni gładkiej, zakończonej kopulasto lub kalafiorowato (Cumulonimbus calvus, Cb cal) (calvus z łac. „łysy”), bądź w postaci bardziej rozbudowanej w piętrze wysokim (Cumulonimbus capillatus, Cb cap), przypominająca olbrzymie kowadło lub grzyb (incus – Cb cap inc). Podstawa chmur tego rodzaju znajduje się na wysokości 2–3 km, natomiast górny ich pułap w strefie międzyzwrotnikowej może przekraczać 20 km. Złożone w dolnej części z kropel wody, a w górnej z kryształków lodu (chmura mieszana) – są to chmury najbardziej rozbudowane w kierunku pionowym, dlatego zjawiska fizyczne w nich występujące są bardzo gwałtowne. Chmury tego rodzaju mogą być źródłem gwałtownych opadów deszczu, śniegu lub gradu, którym często towarzyszą wyładowania elektryczne (burze).
Cechą charakterystyczną tego rodzaju chmury jest występowanie silnego wiatru tuż przed rozpoczęciem opadu. Wiatr ten nosi nazwę szkwału i występuje w „przedniej części chmury”.
W chmurach tego typu występują bardzo silne prądy wznoszące (jak i zstępujące). Ich prędkość może dochodzić nawet do kilkudziesięciu metrów na sekundę. Spotykane prędkości prądów wznoszących dochodzą do 10–15 m/s, a nawet do 25 m/s (w przypadku, gdy chmura jest dobrze rozwinięta). Z tego powodu mogą się wydawać interesujące dla szybowników. Ze względu jednak na swój często burzowy, turbulentny charakter, wykorzystanie ich w lotach szybowcowych jest bardzo niebezpieczne. Dzięki swoim niezwykłym właściwościom, w przeszłości chmury te były wykorzystywane przez szybowników do zdobywania dużych wysokości, jednak w chwili obecnej loty szybowcowe w chmurach Cumulonimbus są w Polsce zakazane.

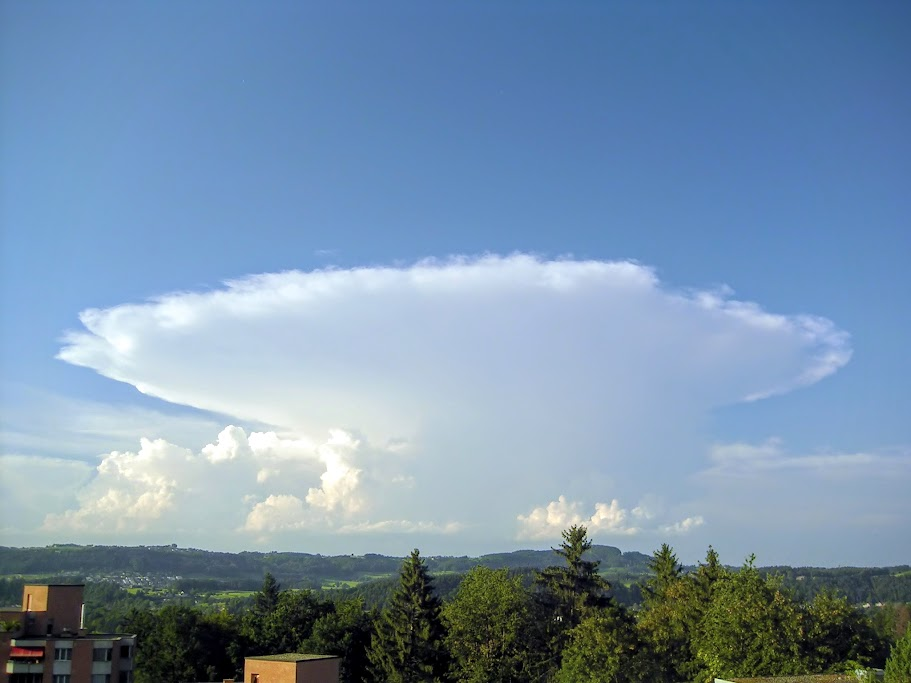
Chmura burzowa (Cumulonimbus capillatus), z kowadłem (incus) rozbudowanym poziomo
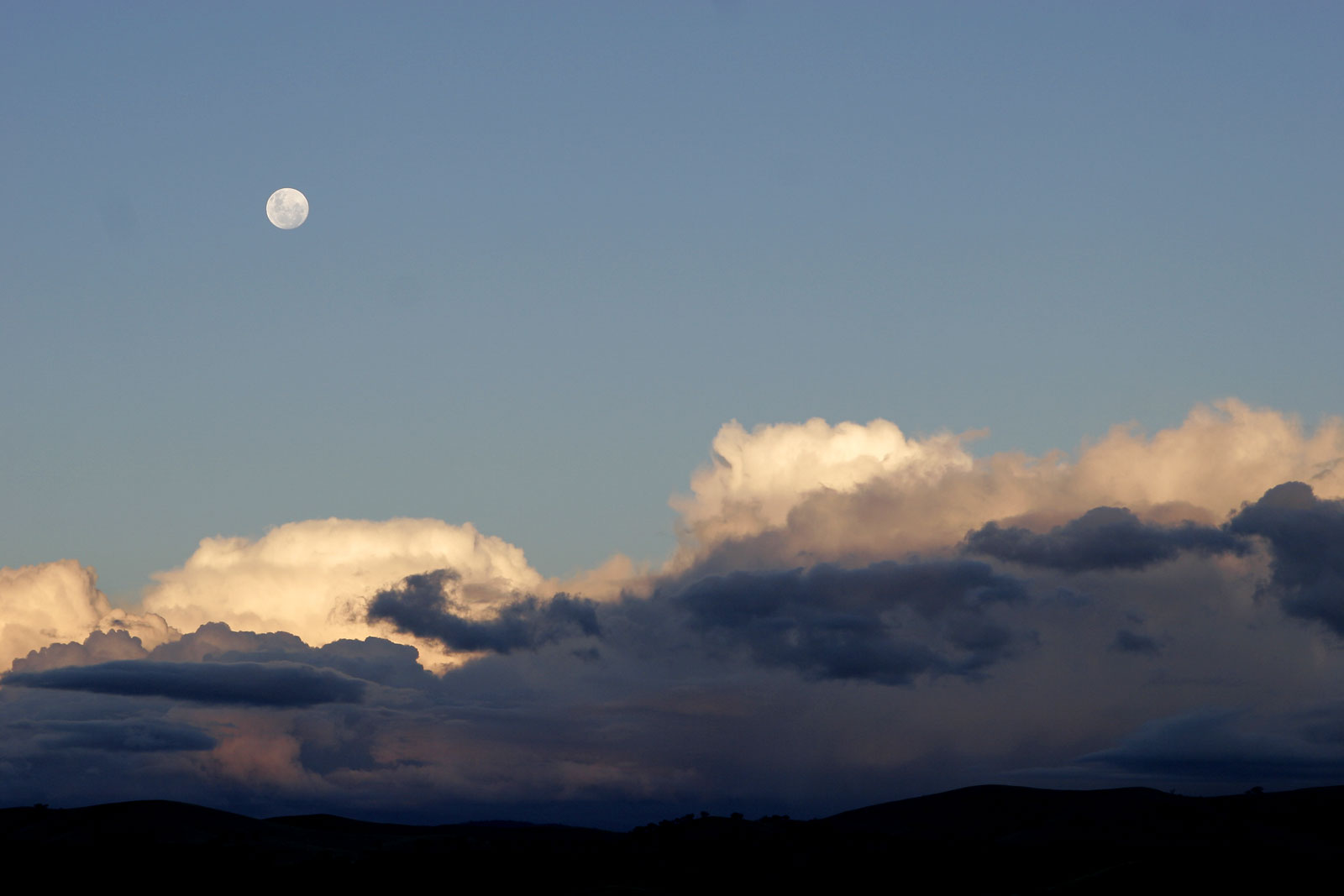
Chmury kłębiaste deszczowe (Cumulonimbus calvus) oraz chmury kłębiaste warstwowe soczewkowate (Stratocumulus lenticularis)
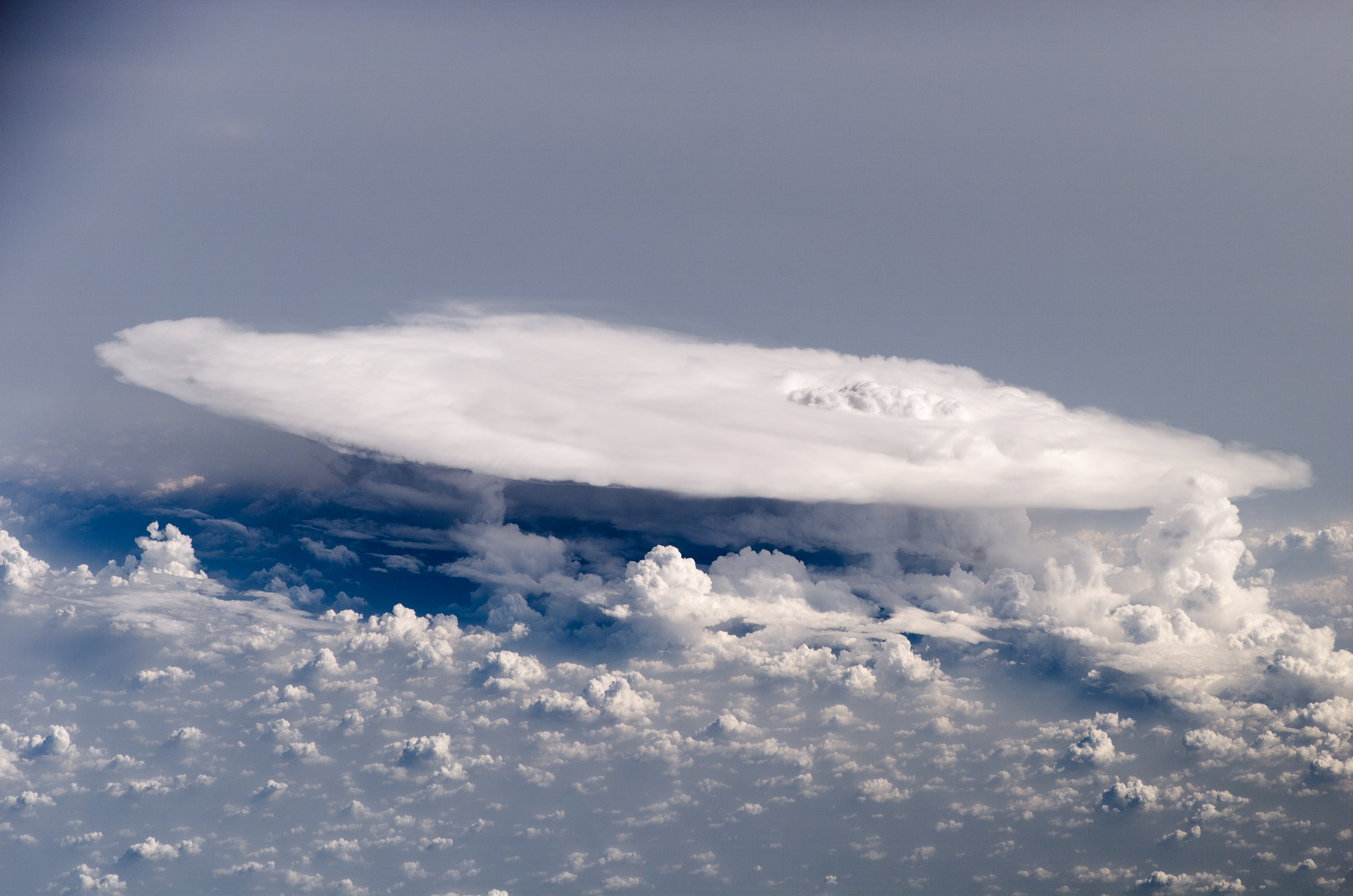
Cumulonimbus widziany z przestrzeni kosmicznej

## Gatunki
- Cumulonimbus calvus,
- Cumulonimbus capillatus.

## Szczególne formy chmur kłębiastych deszczowych oraz zjawiska towarzyszące tym chmurom
- praecipitatio (pra) – opad atmosferyczny,
- virga – (vir) smuga opadu niedocierająca do powierzchni Ziemi,
- pannus (pan) – strzępy u podstawy chmury dającej opad,
- incus (inc) – kowadło burzowe (atrybut widocznej z daleka chmury burzowej),
- mamma (mam) – regularne drobne wybrzuszenia u podstawy chmury przypominające wymiona,
- pileus (pil) – soczewkowata chmura nad kopulastą powierzchnią chmury konwekcyjnej przypominająca czapeczkę,
- velum (vel) – zasłona,
- arcus (arc) – wał szkwałowy (pot. chmura szelfowa), chmurowy wał u podstawy zbliżającej się chmury kłębiastej deszczowej; jego przejściu towarzyszy szkwał,
- murus (mur) – chmura stropowa, obniżenie podstawy cumulonimbusa w strefie prądu wznoszącego,
- cauda (cau) – „ogon” chmury stropowej,
- flumen (flm) – pasmo chmur napływające do superkomórki,
- tuba (tub) – trąba powietrzna (lej kondensacyjny) lub wodna; zobacz tornado.